# Santuario della Madonna Pellegrina
Il santuario della Madonna Pellegrina è un santuario mariano della frazione di Coldirodi nel comune ligure di Sanremo, in provincia di Imperia. La principale festività si celebra durante il mese mariano.

## Storia
Situato ad Ovest del centro abitato di Coldirodi (ad 1 km. ca. dalla Piazza S. Sebastiano) l'elezione della locale chiesa di San Bernardo a santuario diocesano avvenne nel dopoguerra del secondo conflitto bellico. Tra il 1948 e il 1949 durante la Peregrinatio Mariae, in ringraziamento degli scampati pericoli bellici, fu posta dentro la chiesa di Coldirodi la statua della Madonna Pellegrina.
L'odierno edificio è stato interamente ricostruito in tempi recenti anche se il primitivo impianto è risalente al XVII secolo. Il santuario è ancora oggi meta di devozione tra gli abitanti, specie durante la festività annuale.